# Малком (футболист)
Ма́лком Фили́пе Си́лва де Оливе́йра (порт.-браз. Malcom Filipe Silva de Oliveira), более известный как Ма́лком (порт. Malcom, бразильский португальский: [ˈmawkõ]; род. 26 февраля 1997[…], Сан-Паулу) — бразильский футболист, нападающий клуба «Аль-Хиляль» и сборной Бразилии. Олимпийский чемпион 2020 года.

## Клубная карьера
Свою футбольную карьеру Малком начал в своём родном городе Сан-Паулу, в команде «Коринтиансе», попав в молодёжную школу в 11-летнем возрасте. Спустя шесть лет попал в основную команду «Коринтианс», куда его пригласил известный бразильский специалист Мано Менезес.

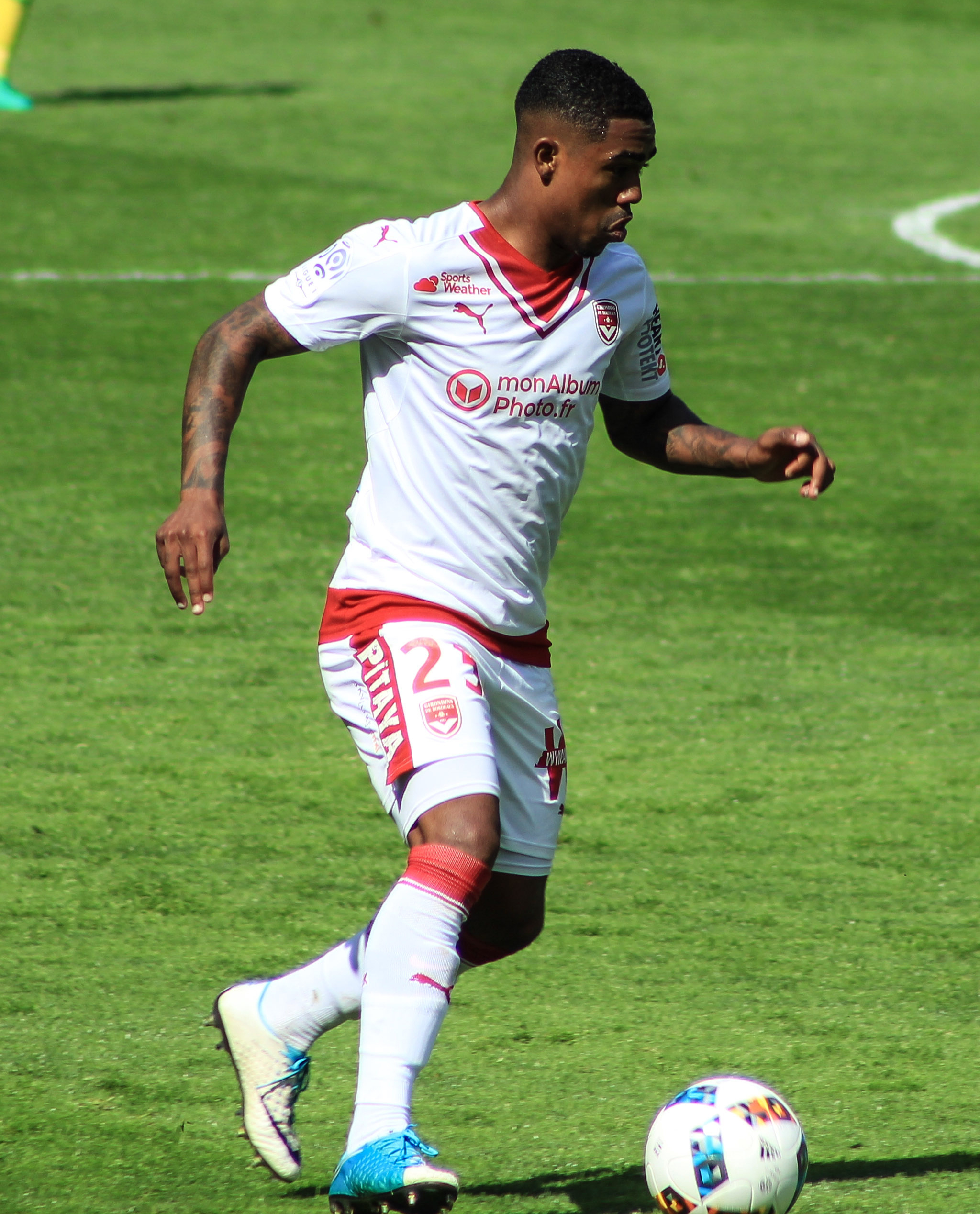
Малком в составе «Бордо»

27 апреля 2014 года в матче против «Фламенго» он дебютировал в бразильской Серии А. 19 сентября в поединке против «Шапекоэнсе» Малком забил свой первый гол за «Коринтианс». В 2015 году он помог команде выиграть чемпионат. Всего за «Коринтианс» Малком сыграл 71 матч и забил 10 голов во всех турнирах.
В начале 2016 года Малкомом активно интересовалась дортмундская «Боруссия», но в результате он перешёл во французский «Бордо». Сумма трансфера составила 5 миллионов евро. Контракт подписан до 2020 года. 7 февраля в матче против «Сент-Этьена» он дебютировал в Лиге 1.
Свой первый гол за «Бордо» забил 10 февраля 2016 года в матче Кубка Франции против «Нанта». Матч закончился со счётом 4:3 в пользу гостей. 7 мая 2016 года в матче против «Лорьяна» Малком забил свой первый гол в Лиге 1. Всего за 3 месяца игрок сыграл 13 матчей и забил 2 гола во всех турнирах. Сезон 2016/2017 начал с забитого гола уже в матче 1-го тура чемпионата Франции против «Сент-Этьена». Всего за сезон сыграл 45 матчей и забил 9 голов за клуб. Летом 2017 года многие европейские клубы начали обращаться к «Бордо» насчёт трансфера Малкома. Среди претендентов на игрока были такие клубы как лондонский «Арсенал», мюнхенская «Бавария» и «Манчестер Юнайтед», но игрок остался во Франции. 19 августа 2017 года в матче против «Лиона» оформил свой первый «дубль» за «Бордо». За первую половину сезона 2017/18 годов Малком отыграл за «Бордо» в 19 матчах, в которых забил семь мячей и отдал пять голевых передач.
24 июля 2018 года заключил пятилетний контракт с «Барселоной» — всего через сутки после договорённостей «Бордо» с «Ромой». Сумма трансфера составила 41 млн евро. 25 августа в матче против «Реал Вальядолида» он дебютировал в Ла Лиге, заменив во втором тайме Филиппе Коутиньо. 6 ноября в поединке Лиги чемпионов против итальянского «Интера» Малком забил свой первый гол за «Барселону».
2 августа 2019 года перешёл в «Зенит» за 40 миллионов евро (плюс пять миллионов евро в качестве бонусов). Контракт был подписан на пять лет. Дебютировал в премьер-лиге 3 августа, выйдя на замену во втором тайме в матче против «Краснодара» (1:1). В середине августа 2019 года в матче 5-го тура чемпионата России против московского «Динамо» получил травму бедра, выбыв до конца сентября. Позже стало известно, что из-за долгого восстановления футболисту сделали операцию, а восстановление бразильца затянулось до зимней паузы в чемпионате. 14 марта 2020 года Малком забил первый гол за «Зенит», поразив ворота «Урала», а также отдал первую голевую передачу. В матче Суперкубка России (4:0) забил гол в ворота Александра Селихова. 29 апреля 2023 года в матче чемпионата против «Крыльев Советов» (5:1) впервые в карьере оформил покер.
В сезоне 2022/23 стал лучшим бомбардиром РПЛ, забив за чемпионат 23 мяча. Также был признан лучшим игроком сезона.
3 августа 2023 года перешёл в саудовский «Аль-Хиляль» за 60 миллионов евро. 5 августа в дебютном матче за клуб в Кубке арабских чемпионов против «Аль-Иттихада» отметился голом. В первом матче чемпионата Саудовской Аравии против «Абхи» оформил хет-трик. 11 апреля 2024 года Малком завоевал с клубом Суперкубок Саудовской Аравии, отметившись дублем в финале против «Аль-Иттихада».

## Карьера в сборной
В 2015 году в составе молодёжной сборной Бразилии Малком принял участие в молодёжном чемпионате Южной Америки в Уругвае. На турнире он принял участие в матчах против команд Чили, Перу, Венесуэлы, Уругвая и дважды Колумбии. В поединке против перуанцев он забил свой первый гол за молодёжную команду.
Летом того же года Малком помог молодёжной команде выйти в финал молодёжного чемпионата мира в Новой Зеландии. На турнире он сыграл в матчах против команд Нигерии, Уругвая, Португалии, Сенегала и Сербии и КНДР.
В июне 2021 года вошёл в состав олимпийской сборной Бразилии на футбольный турнир в Токио. Принял участие во всех шести матчах турнира, в каждом из которых выходил на замену. В финальном матче забил победный гол в ворота сборной Испании и принёс своей команде золотые медали Олимпийских игр.
28 августа 2021 года Малком получил вызов в основную сборную Бразилии на матчи отборочного турнира к чемпионату мира в Катаре. Однако «Зенит» не пожелал отпускать Малкома и его соотечественника Клаудиньо в сборную, из-за чего бразильцы не смогли дебютировать за национальную сборную и получили пятидневную дисквалификацию.
19 сентября 2022 года «Зенит» подтвердил информацию о том, что Малком хочет получить российское гражданство. 24 февраля 2023 года указом президента России Владимира Путина российское гражданство было предоставлено двум бразильским футболистам «Зенита» —Малкому и Клаудиньо.
17 июня 2023 года в товарищеском матче против сборной Гвинеи Малком дебютировал за сборную Бразилии, выйдя на замену на 83-й минуте. Он сразу заработал пенальти, который затем реализовал Винисиус.

## Достижения

### Командные
«Коринтианс»
- Чемпион Бразилии: 2015

«Барселона»
- Чемпион Испании: 2018/19
- Обладатель Суперкубка Испании: 2018

«Зенит»
- Чемпион России (4): 2019/20, 2020/21, 2021/22, 2022/23
- Обладатель Кубка России: 2019/20
- Обладатель Суперкубка России (4): 2020, 2021, 2022, 2023

«Аль-Хиляль»
- Чемпион Саудовской Аравии: 2023/24
- Обладатель Саудовского кубка чемпионов: 2023/24
- Обладатель Суперкубка Саудовской Аравии (2): 2023, 2024

### Международные
Сборная Бразилии
- Олимпийский чемпион: 2020

### Личные
- В списке 33 лучших футболистов чемпионата России (4): № 1 — 2 раза: 2021/22, 2022/23; № 2 — 2 раза: 2019/20, 2020/21
- Лучший бомбардир чемпионата России по футболу: 2022/23 (23 мяча)
- Футболист года в России по версии РФС: 2022/23

## Клубная статистика
| Выступление      | Выступление      | Выступление      | Лига | Лига | Кубки | Кубки | Конт. | Конт. | Прочие | Прочие | Итого | Итого |
| Клуб             | Лига             | Сезон            | Игры | Голы | Игры  | Голы  | Игры  | Голы  | Игры   | Голы   | Игры  | Голы  |
| ---------------- | ---------------- | ---------------- | ---- | ---- | ----- | ----- | ----- | ----- | ------ | ------ | ----- | ----- |
| Коринтианс       | Серия А          | 2014             | 20   | 2    | 3     | 0     | —     | —     | 2      | 0      | 25    | 2     |
| Коринтианс       | Серия А          | 2015             | 31   | 5    | 2     | 0     | 3     | 0     | 10     | 3      | 46    | 8     |
| Коринтианс       | Итого            | Итого            | 51   | 7    | 5     | 0     | 3     | 0     | 12     | 3      | 71    | 10    |
| Бордо            | Лига 1           | 2015/16          | 12   | 1    | 1     | 1     | 0     | 0     | —      | —      | 13    | 2     |
| Бордо            | Лига 1           | 2016/17          | 37   | 7    | 8     | 2     | —     | —     | —      | —      | 45    | 9     |
| Бордо            | Лига 1           | 2017/18          | 35   | 12   | 1     | 0     | 2     | 0     | —      | —      | 38    | 12    |
| Бордо            | Итого            | Итого            | 84   | 20   | 10    | 3     | 2     | 0     | —      | —      | 96    | 23    |
| Барселона        | Примера          | 2018/19          | 15   | 1    | 6     | 2     | 3     | 1     | 0      | 0      | 24    | 4     |
| Барселона        | Итого            | Итого            | 15   | 1    | 6     | 2     | 3     | 1     | 0      | 0      | 24    | 4     |
| Зенит (СПб)      | Премьер-лига     | 2019/20          | 12   | 4    | 3     | 0     | 0     | 0     | 0      | 0      | 15    | 4     |
| Зенит (СПб)      | Премьер-лига     | 2020/21          | 21   | 3    | 0     | 0     | 3     | 0     | 1      | 0      | 25    | 3     |
| Зенит (СПб)      | Премьер-лига     | 2021/22          | 24   | 8    | 2     | 0     | 8     | 1     | 1      | 0      | 35    | 9     |
| Зенит (СПб)      | Премьер-лига     | 2022/23          | 27   | 23   | 5     | 2     | —     | —     | 1      | 1      | 33    | 26    |
| Зенит (СПб)      | Премьер-лига     | 2023/24          | 0    | 0    | 0     | 0     | —     | —     | 1      | 0      | 1     | 0     |
| Зенит (СПб)      | Итого            | Итого            | 84   | 38   | 10    | 2     | 11    | 1     | 4      | 1      | 109   | 42    |
| Аль-Хиляль       | Про-лига         | 2023/24          | 31   | 15   | 5     | 1     | 11    | 4     | 2      | 3      | 49    | 23    |
| Аль-Хиляль       | Про-лига         | 2024/25          | 30   | 9    | 2     | 0     | 16    | 4     | 1      | 1      | 49    | 14    |
| Аль-Хиляль       | Итого            | Итого            | 61   | 24   | 7     | 1     | 27    | 8     | 3      | 4      | 98    | 37    |
| Всего за карьеру | Всего за карьеру | Всего за карьеру | 295  | 90   | 38    | 8     | 46    | 10    | 19     | 8      | 398   | 116   |

1. ↑  В графу «Кубки» входят игры и голы в национальных кубках, кубках лиги.
2. ↑  Континентальные: Южноамериканский кубок, Кубок Либертадорес, Рекопа Южной Америки, Клубный чемпионат мира, Лига чемпионов УЕФА, Лига Европы УЕФА, Арабская лига чемпионов
3. ↑  Чемпионаты штатов, Суперкубок Испании, Суперкубок России